# Juliusz Nowina-Sokolnicki

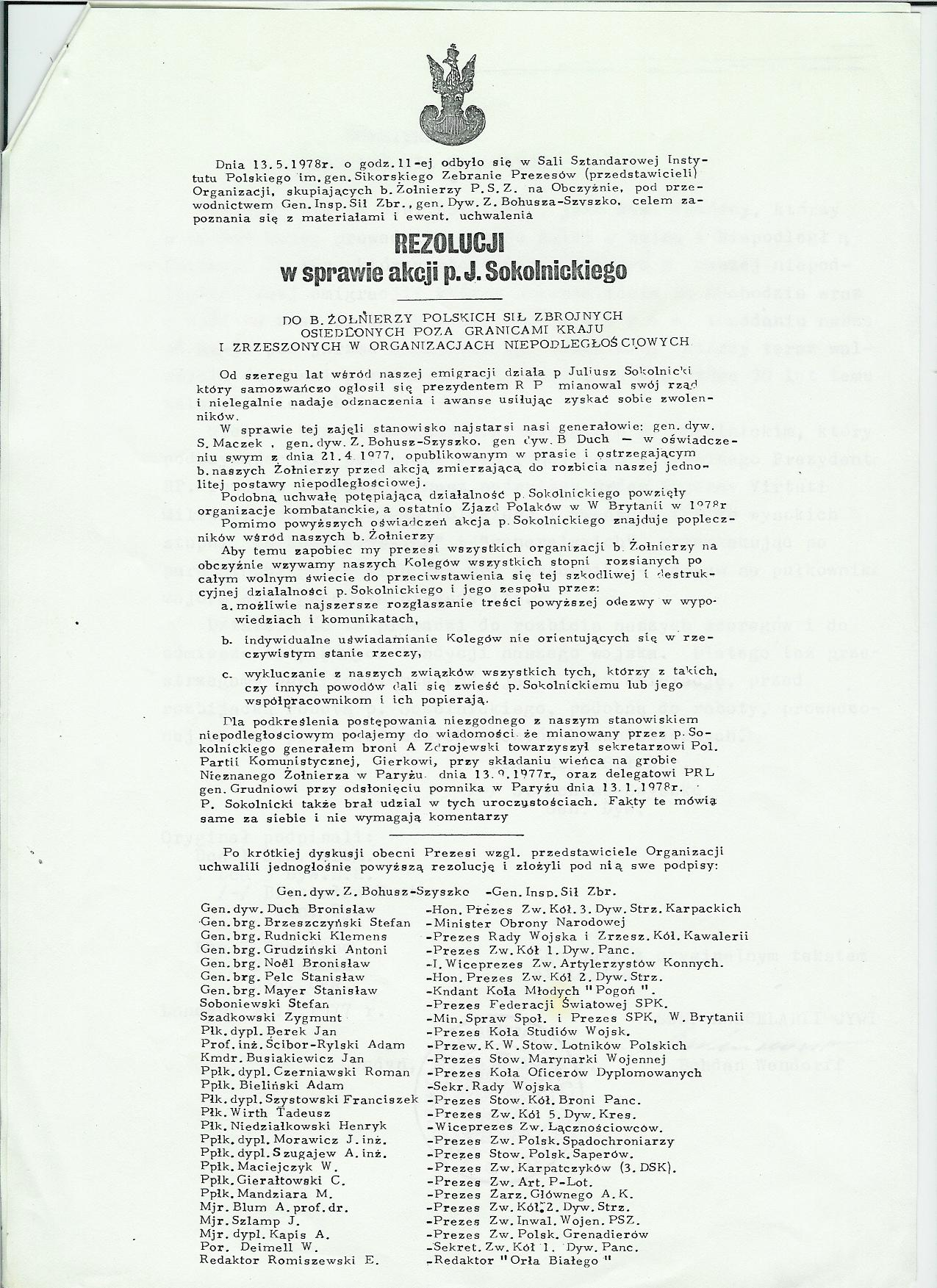
Rezolucja Prezesów Kół PSZ w sprawie Sokolnickiego, Londyn, 13 maja 1978

Juliusz Nowina-Sokolnicki, właściwie Juliusz Sokolnicki (ur. 16 grudnia 1925 w Pińsku, zm. 17 sierpnia 2009 w Colchesterze) – polski polityk emigracyjny, obywatel brytyjski, w latach 1972–1990 tytułujący się „Prezydentem Wolnej Polski na Wychodźstwie” – uważany przez rząd RP na uchodźstwie i część środowisk emigracyjnych za samozwańczego.

## Młodość

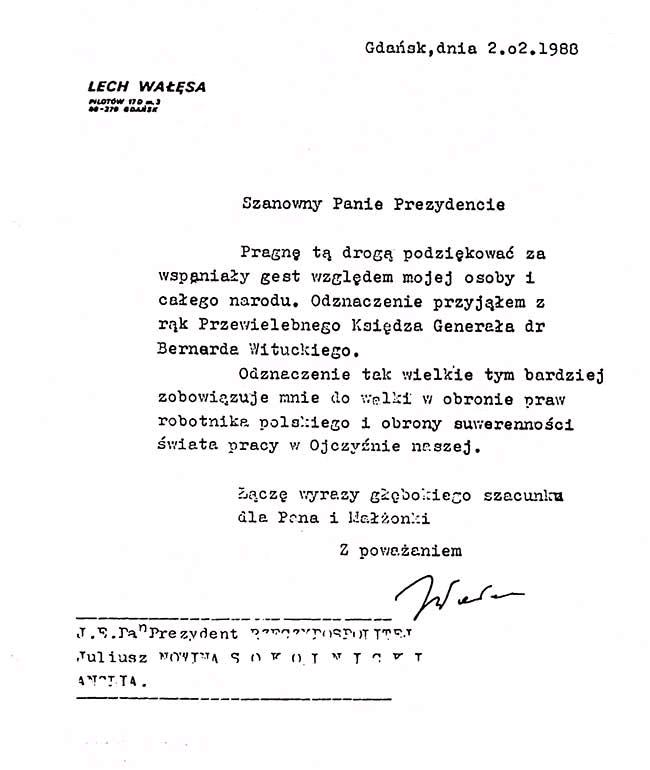
Podziękowanie Lecha Wałęsy za odznaczenie go Orderem Odrodzenia Polski przez Juliusza Nowina-Sokolnickiego.

W sporządzonym przez siebie życiorysie podał, że urodził się 16 grudnia 1920 w Pińsku. Na tej podstawie utrzymywał, iż w latach 1937–1938 studiował historię na Uniwersytecie Warszawskim, a w sierpniu 1939 został zmobilizowany do Wojska Polskiego, w kampanii wrześniowej brał udział w szeregach 84 Pułku Strzelców Poleskich. W istocie istnieją wątpliwości, czy nawet uczęszczał do gimnazjum w Pińsku. Miał uciec z radzieckiej niewoli i zaangażować się w kolportaż podziemnej prasy. Uwięziony przez gestapo był ponoć przetrzymywany na Pawiaku, a następnie trafił do obozu pracy w Metzu. Zwolniony w 1942 z powodu słabego stanu zdrowia przybył do Warszawy. Kolejne lata swojego życia Sokolnicki opisywał w późniejszym okresie „jako okres intensywnej działalności antynazistowskiej i antykomunistycznej w niewielkiej niezależnej organizacji określonej jako „Grupa Wolnych”. Podczas okupacji niemieckiej był podobno żołnierzem Armii Krajowej, w 1942 awansowany na stopień porucznika, a w 1943 na kapitana. W Polskich Siłach Zbrojnych miał zostać mianowany na stopień podpułkownika.
Władze RP na uchodźstwie stwierdziły, że Sokolnicki nie figurował w rejestrach AK. Nie ma też żadnych dowodów na jego służbę w Wojsku Polskim.

## Działalność emigracyjna
W bliżej nieznanych okolicznościach przedostał się pod koniec II wojny światowej do Wielkiej Brytanii. W 1947 został zdemobilizowany i był członkiem zarządu cywilnego polskiego obozu wojskowego. Wkrótce mianowany został sekretarzem 107. koła Stowarzyszenia Kombatantów Polskich „Witley i Okolice”. Rok później zamieszkał w Londynie, gdzie przez szereg lat pracował fizycznie. Równocześnie nie zaprzestał aktywności w strukturach polonijnych, m.in. sekretarzując Towarzystwu Oświaty Powszechnej. Od czerwca 1950 współredagował „Biuletyn Ziem Zachodnich”. W 1951 został działaczem piłsudczykowskiej Ligi Niepodległości Polski. Po powstaniu w 1954 niekonstytucyjnej Rady Trzech opowiedział się w tym sporze po stronie legalnego prezydenta. Wówczas to wraz z grupą byłych działaczy Ligi Niepodległości Polski współtworzył Konwent Walki o Niepodległość. Ugrupowanie to deklarowało wsparcie dla obozu prezydenckiego. W latach 1955–1956 nawiązał krótkotrwały kontakt z wywiadem PRL, aby – jak twierdził – „rozpracować działalność służb reżymowych w środowiskach emigracyjnych”. Po kilku spotkaniach zgłosił się do Scotland Yardu, gdzie przekazał posiadane informacje, w efekcie czego funkcjonariusz PRL-owskiego wywiadu został uznany za persona non grata. W 1958 współzałożyciel Związku Obrony Polskich Ziem Zachodnich, członek zarządów Związku Ziem Wschodnich.
Był członkiem Rady Rzeczypospolitej Polskiej I kadencji (1954–1957, wyznaczony przez Konwent Walk o Niepodległość, na pierwszym posiedzeniu 18 grudnia 1954 wybrany jej sekretarzem; pełnił mandat do 28 kwietnia 1957) oraz z ramienia Ruchu Odrodzenia Narodowego II kadencji (1958–1963), III kadencji (1963–1968) i IV kadencji (1968–1970). Od 12 stycznia 1967 był ministrem informacji i dokumentacji w rządzie Aleksandra Zawiszy, działającym do 9 czerwca 1970. W kolejnym rządzie Zygmunta Muchniewskiego był ministrem informacji i dokumentacji do 3 czerwca 1971, a następnie ministrem i został zwolniony z tego stanowiska na własną prośbę.
Będąc związanym z częścią emigracji, która zwalczała tzw. Radę Trzech, 8 kwietnia 1972, wykorzystując fakt śmierci Prezydenta RP na Uchodźstwie Augusta Zaleskiego, rozesłał fotokopie dokumentu stwierdzającego, że jest on wyznaczonym następcą przez zmarłego prezydenta Zaleskiego, powołując się na dokument nominacji na następcę prezydenta RP na Uchodźstwie z 22 września 1971. Autentyczność dokumentu była kwestionowana przez zwolenników prezydentury S. Ostrowskiego i środowiska związane z Radą Trzech, nie został on jednak nigdy poddany profesjonalnej analizie.

„W związku z krążącymi w Londynie fotostatami rzekomych dokumentów urzędowych, rozsyłanych przez p. Juliusza Sokolnickiego, stwierdzamy, że „zarządzenie z dnia 22 września 1971 roku o wyznaczeniu następcy Prezydenta RP” i „Dziennik Ustaw RP Nr 1 z dnia 7 kwietnia 1972 roku z tym zarządzeniem” są falsyfikatami. Takiego zarządzenia Prezydenta RP, które winno znajdować się w aktach Kancelarii Cywilnej Prezydenta RP, nigdy nie było, a taki Dziennik Ustaw RP nigdy nie został wydany z polecenia Ministra Sprawiedliwości”

Przedstawiając się jako Prezydent Wolnej Polski na Wychodźstwie zdymisjonował w grudniu 1972 premiera rządu polskiego na uchodźstwie Alfreda Urbańskiego, powołanego przez prezydenta Ostrowskiego i powołał własny gabinet kierowany przez nieznanego bliżej na emigracji płk. Sergiusza Pawła Ursyna-Szantyra.

## „Prezydent Wolnej Polski na Wychodźstwie”
Od lat 70. działał jako Prezydent Wolnej Polski na Wychodźstwie równolegle z prezydentami Rzeczypospolitej Polskiej na Uchodźstwie, pełniącymi urząd do 1990. Tworzył własne rządy, własnych premierów i ministrów działających równolegle z rządami polskimi na uchodźstwie. Ministrem w jego gabinecie był m.in. ksiądz prałat Henryk Jankowski (został on powołany w czerwcu 1989 na ministra stanu w "rządzie" Jana Alfreda Łokcikowskiego tytułowanego generałem broni). 
W listopadzie 1975 Nowina-Sokolnicki ogłosił na łamach polonijnego pisma w USA „Free Poland” utworzenie Organizacji Bojowej „Wolna Polska”, o czym następnie zawiadomił sekretarza generalnego ONZ Kurta Waldheima. W lutym 1978 przesłał prezydentowi USA Jimmy'emu Carterowi i jego doradcy Zbigniewowi Brzezińskiemu swoją koncepcję nowego ładu europejskiego, w myśl której Niemcy miały otrzymać terytorium dawnych Prus Wschodnich, a Polska – Wilno i Lwów. Doprowadził do ogłoszenia kwietnia przez gubernatorów stanów Nowy Jork i New Hampshire „miesiącem ofiar terroru bolszewickiego” (w nawiązaniu do zbrodni katyńskiej). Dekretem z 5 marca 1986 ustanowił "Nadzwyczajny Trybunał Karny" z siedzibą w Warszawie oraz z jurysdykcją na terenie Polski, w zamierzeniu przeznaczony do sądzenia komunistów i ich współpracowników.
W 1986 zainicjował i współzałożył w Nowym Jorku organizację emigracyjną pod nazwą Central European Council, do której należeli samozwańczy król albański Leka Zogu, samozwańczy prezydent Wolnej Chorwacji i generał Vladimir Sečen, a także przedstawiciele rumuńskiego i bułgarskiego dworu królewskiego, Tymczasowego Rządu Republiki Czechosłowackiej i Wolnej Estonii. Korzystając z pośrednictwa Konstantego Zygfryda Hanffa, Nowina-Sokolnicki utrzymywał kontakt z założoną w 1979 Konfederacją Polski Niepodległej, a następnie w latach 80. z Solidarnością Walczącą.
19 stycznia 1987 Rząd Rzeczypospolitej Polskiej na uchodźstwie (pierwszy rząd Edwarda Szczepanika) wydał specjalne oświadczenie, w którym uznał Sokolnickiego za samozwańca, a przywołując jego działalność określił ją jako szkodliwą prowokację, jednocześnie piętnując ją. Według oświadczenia władz RP na uchodźstwie również przedstawiony przez Sokolnickiego życiorys „budzi poważne zastrzeżenia i jest wytworem wybujałej fantazji”.
W sierpniu 1992 otrzymał Medal Zasługi stanu Karolina. Przed wyborami prezydenckimi w 1990 w Polsce oferował przekazanie władzy „osobie, która w wyniku wolnych wyborów w kraju obejmie urząd Prezydenta RP”. Podpisany w tej sprawie dokument został przekazany do Trybunału Konstytucyjnego. W niedługi czas później, w odpowiedzi na działania Sokolnickiego, Ryszard Kaczorowski ogłosił chęć przekazania Lechowi Wałęsie „insygniów władzy prezydenckiej”. Prezes Trybunału Konstytucyjnego prof. Mieczysław Tyczka odpowiedział Sokolnickiemu, że nie ma kompetencji do rozpatrzenia tej sprawy. Oficjalnie uznano linię sukcesji prezydenckiej od Ryszarda Kaczorowskiego.

### „Rządy” powołane przez Juliusza Nowinę-Sokolnickiego
- I rząd Sergiusza Ursyn-Szantyra od 30 grudnia 1972 do 5 marca 1973
- II rząd Sergiusza Ursyn-Szantyra od 10 marca 1973 do 3 września 1974
- III rząd Sergiusza Ursyn-Szantyra od 27 września 1974 do 18 stycznia 1976
- rząd Zenona Janasiaka od 10 lutego 1976 do 4 kwietnia 1978
- rząd Ryszarda Józefa Zawiszy od 26 kwietnia 1978 do 10 maja 1979
- rząd Stanisława Zięby od 10 maja 1978 do 3 maja 1980
- rząd Jana Zygmunta Sobolewskiego od 28 maja 1980 do 17 lutego 1981
- I rząd Jana Libronta od 14 marca 1981 do 9 listopada 1983
- II rząd Jana Libronta od 11 listopada 1983 do 1 czerwca 1984
- III rząd Jana Libronta od 27 czerwca 1984 do 14 września 1985
- I rząd Jana Alfreda Chanerley-Łokcikowskiego od 11 listopada 1985 do 17 czerwca 1989
- II rząd Jana Alfreda Chanerley-Łokcikowskiego od 18 czerwca 1989 do 5 lutego 1990
  - prezes Rady Ministrów – Jan Alfred Łokcikowski,
  - zastępca prezesa Rady Ministrów – Mikołaj Antonowicz,
  - zastępca prezesa Rady Ministrów – Henryk Watracz-Zabierzewski,
  - zastępca prezesa Rady Ministrów – dr Zbigniew Dworak,
  - minister spraw zagranicznych – dr Konstanty Zygfryd Hanff,
  - minister spraw wewnętrznych – Edward Staniewski,
  - minister obrony narodowej – Leopold Stanclik,
  - minister zagadnień polskiej emigracji politycznej – Tadeusz Kozioł-Poklewski,
  - minister wyznań religijnych, oświaty i kultury – dr Kazimierz de Vautour-Sienkiewicz,
  - minister sprawiedliwości – mec. Tadeusz Jagoszewski,
  - minister informacji – dr Zbigniew Dworak,
  - minister spraw społecznych – Stefan Nałęcz-Nowodworski,
  - minister do spraw młodszego pokolenia – Jan Fabiański,
  - minister stanu – ks. Bernard Witucki,
  - minister stanu – ks. Henryk Jankowski.
- III rząd Jana Alfreda Chanerley-Łokcikowskiego od 10 lutego 1990 do 22 grudnia 1990
  - Prezes Rady Ministrów – Jan Alfred Łokcikowski;
  - zastępca prezesa Rady Ministrów – dr Zbigniew Dworak do 25 października 1990;
  - minister spraw zagranicznych – dr Konstanty Zygfryd Hanff,
  - minister spraw wewnętrznych – Edward Staniewski,
  - minister obrony narodowej i spraw weterańsko-kombatanckich – Leopold Stanclik,
  - minister spraw krajowych – Jan Alfred Łokcikowski,
  - minister zagadnień polskiej emigracji politycznej – Tadeusz Kozioł-Poklewski,
  - minister wyznań religijnych, oświaty i kultury – ks. przeor Hubert Kostrzański,
  - minister sprawiedliwości – mec. Tadeusz Jagoszewski do 25 października 1990, mgr Tadeusz Iwańczak od 25 października 1990,
  - minister informacji – dr Zbigniew Dworak do 25 października 1990,
  - minister spraw społecznych – Stefan Nałęcz-Nowodworski,
  - minister stanu – ks. Bernard Witucki,
  - minister stanu – ks. Henryk Jankowski,
  - minister stanu – mgr Stefan Kraszewski od 25 października 1990.

Rządy te nie były szerzej uznawane jako de iure i de facto ośrodki władzy konstytucyjnej RP na uchodźstwie. Nie znalazły większego uznania ani w kręgach niepodległościowo-emigracyjnych, ani w części struktur niepodległościowo-opozycyjnych w kraju i zostały przez nie uznane jako powołane poza legalną strukturą władz konstytucyjnych RP.

### Nominacje „generalskie”
Na emigracji Sokolnicki sam siebie mianował na stopień generała brygady. Legitymował się tytułem książęcym pochodzenia pruskiego, który według władz RP na uchodźstwie był fikcyjny. W 1982 powołał do życia honorową jednostkę militarną emigracji polskiej, nadając jej nazwę „Polska Niezależna Brygada Rezerwy”. Korzystając z okazji istnienia takiej jednostki, Sokolnicki nadawał liczne tytuły oficerskie i generalskie, mianował też marszałka nieistniejącej armii.

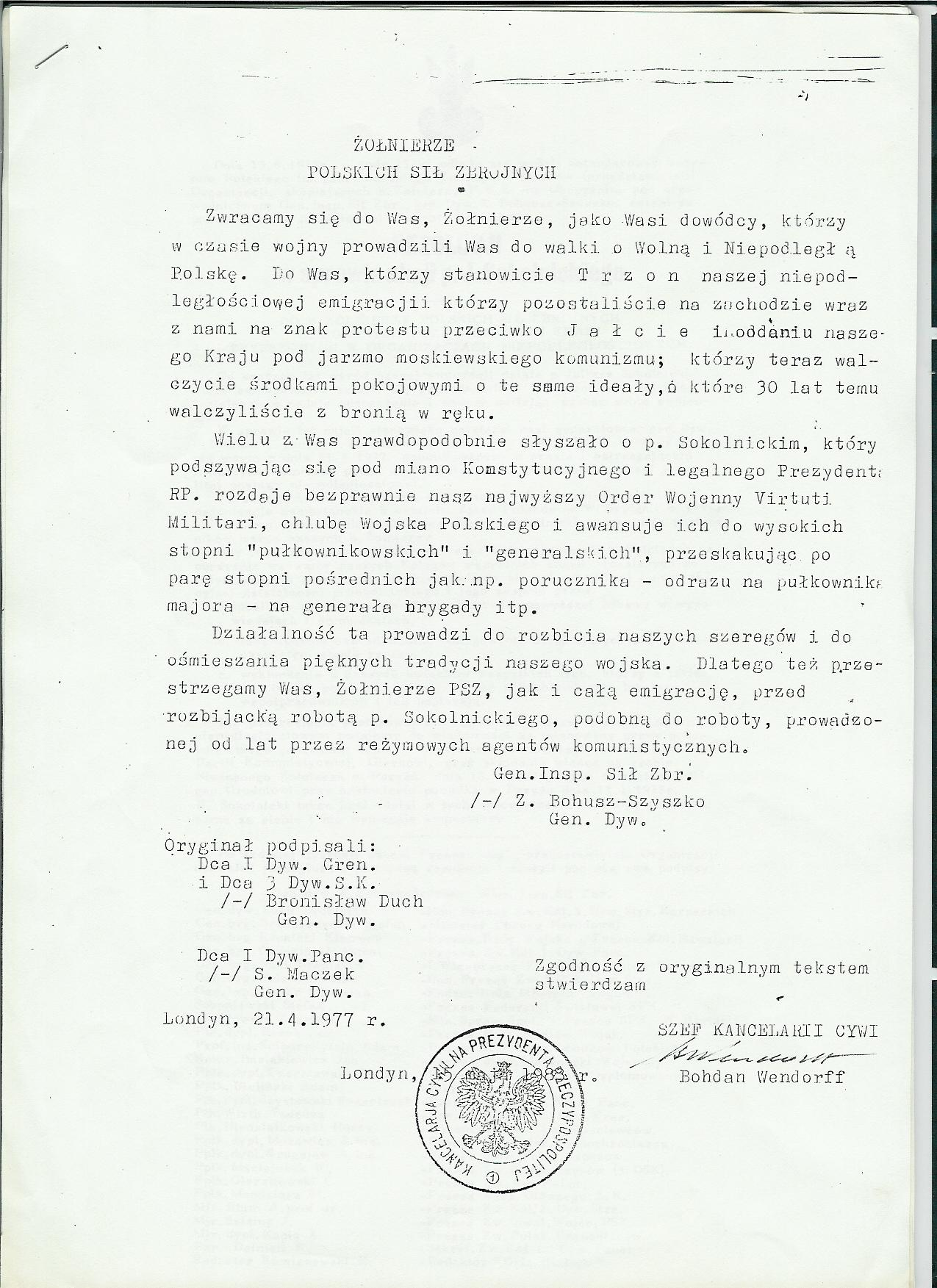
Odezwa generałów Zygmunta Bohusza-Szyszko, Bronisława Ducha i Stanisława Maczka, Londyn, 21 kwietnia 1977.

21 kwietnia 1977 roku generałowie dywizji Zygmunt Szyszko-Bohusz, Bronisław Duch i Stanisław Maczek wystosowali apel do żołnierzy Polskich Sił Zbrojnych na Zachodzie, w którym odnieśli się do nominacji oficerskich Juliusza Nowina-Sokolnickiego i stwierdzili, że „działalność ta prowadzi do rozbicia naszych szeregów i do ośmieszania pięknych tradycji naszego wojska. Dlatego też przestrzegamy Was, Żołnierze PSZ, jak i całą emigrację, przed rozbijacką robotą p. Sokolnickiego, podobną do roboty, prowadzonej od lat przez reżymowych agentów komunistycznych” (zob. fotografia obok).

### Działalność odznaczeniowa
W 1979 Juliusz Nowina-Sokolnicki jako samozwańczy Prezydent Wolnej Polski ogłosił reaktywowanie historycznego Orderu Świętego Stanisława i włączenie go do systemu odznaczeń państwowych. Przed przekazaniem władzy prezydenckiej podpisał dekret o wyłączeniu go z systemu odznaczeń państwowych i ustanowieniu suwerennego orderu na wzór kawalerów maltańskich. W zależności od klasy orderu wymagał od odznaczonej osoby uiszczenia opłaty w wysokości od 150 do 1000 dolarów. Po 1990 uważając się samozwańczo za VIII Wielkiego Mistrza Orderu Świętego Stanisława zajął się nadawaniem tego orderu w Polsce i za granicą. Udekorował nim m.in. Władimira Żyrinowskiego, Ludmyłę Kuczmę, Edwarda Moskala, Mariana Krzaklewskiego, Jana Kulczyka, Krystynę Łybacką i Jacka Majchrowskiego, a także 30 generałów armii amerykańskiej i kilku gubernatorów stanowych w USA.
19 stycznia 1983 ogłosił dekret, w którym przetworzył Order Polonia Restituta w „zakon rycerski Rzeczypospolitej Polskiej” (Order of Chivalry of the Republic of Poland), twierdząc że „istniał od stuleci” i nadając jego posiadaczom prawo używania tytułu Sir przed nazwiskiem.
W 1988 nadał Lechowi Wałęsie order Polonia Restituta, przyjęty jako nadany przez prezydenta Rzeczypospolitej.

## Samozwańcze tytuły arystokratyczne, zakonne i kościelne
W latach 70. XX wieku Juliusz Sokolnicki dodał do nazwiska człon „Nowina” i zaczął tytułować się polskim hrabią. W późniejszych latach używał też tytułu księcia otrzymanego od samozwańczych władców: Augusta von Hohenstaufa i potwierdzonego przez samozwańczego księcia Burgundii, niejakiego Karla Friedricha von Deutschland. W latach 90. XX wieku jako Przeor na Polskę Najwyższego Zakonu Rycerskiego Świątyni Jerozolimskiej (OSMTH-IFA) podjął starania na rzecz utworzenia polskiej gałęzi OSMTH. Wkrótce jednak z uwagi na niesubordynację wobec wielkiego mistrza i próbę powołania swojej własnej obediencji Templum został wykluczony z Zakonu.
Równocześnie 27 maja 1983 Juliusz Nowina-Sokolnicki został konsekrowany przez szwedzkiego abp. Nilsa Bertila Alexandra Perssona na biskupa Apostolskiego Kościoła Episkopalnego (Apostolic Episcopal Church). W następnych latach pełnił funkcję zastępcy biskupa Apostolskiego Kościoła Episkopalnego w Wielkiej Brytanii George’a Boyera (1921–2008), ale również jako biskup ds. społeczności polskojęzycznej na Wyspach Brytyjskich. W 2016 Prymas Apostolskiego Kościoła Episkopalnego Mar Joannes Edmundus ustanowił medal charytatywny „The Juliusz Sokolnicki Memorial Charity Medal” w celu uhonorowania osób wspierających finansowo działania charytatywne (wsparcie dla dzieci i młodzieży z ubogich rodzin) realizowane pod patronatem Apostolskiego Kościoła Episkopalnego.

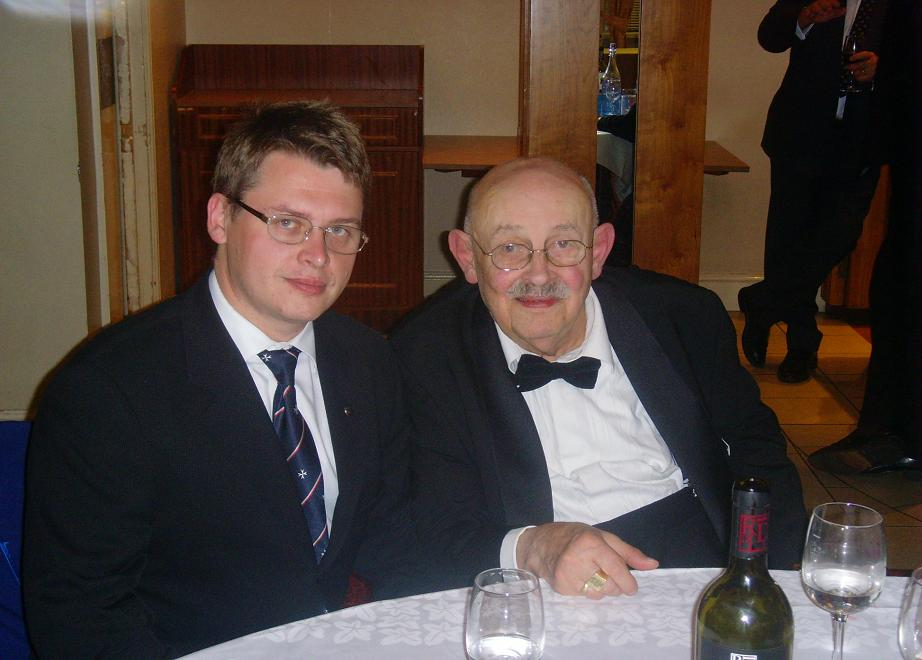
Norbert Wójtowicz i Juliusz Nowina–Sokolnicki (2007)

Przed śmiercią wyznaczył swojego dalekiego kuzyna Jana Zbigniewa Potockiego (ur. 1955 w Kaliszu) następcą na urzędzie Wielkiego Mistrza Orderu Świętego Stanisława, a 15 sierpnia 2009 również „następcą prezydenta Rzeczypospolitej”. Zwłoki Sokolnickiego, spopielone w Anglii, zgodnie z jego ostatnią wolą złożono w krypcie Sanktuarium Matki Bożej Bolesnej Królowej Polski w Kałkowie-Godowie niedaleko Starachowic. Pogrzeb odbył się bez udziału władz państwowych. Żegnali go przede wszystkim kawalerowie i damy Orderu Św. Stanisława.
W 2006 ukazała się biografia Juliusza Sokolnickiego autorstwa Roberta Majki pt. „Nieznany prezydent Rzeczypospolitej Polskiej Juliusz Nowina-Sokolnicki”.

## Stosunki rodzinne
Był synem Antoniego Franciszka Emila Sokolnickiego (1900–1946) i Ireny Skirmunt (ur. 1896). Antoni Sokolnicki był dzierżawcą majątku na Podlasiu, jego żona Irena była córką Zygmunta, właściciela dóbr Albrechtowo w powiecie pińskim. Dalszym krewnym był Henryk Sokolnicki (1891-1981), ziemianin z Janiszewa, dyplomata, m.in. poseł RP w Helsinkach.
Juliusz Sokolnicki zawarł kilka związków małżeńskich:
- ze związku z Anną Nowak[42] (1914–1943), wymienianą w publikacjach Borowskiego i Minakowskiego jako małżonkę[43], miał córkę Barbarę Daromiłę (ur. 1943)[44]
- 7 lutego 1945 w Żyrardowie wziął ślub z Tatianą Danutą Kotlińską (1914–1948)[45]
- 8 października 1948 w Londynie wziął ślub z Florence Amelią Rosling (1926–2010)[46], z którą miał córki Krystynę (ur. 1949)[47], Elżbietę Annę Barbarę (ur. 1950)[48], Franciszkę Marię (ur. 1952)[49] oraz syna Antoniego Zygmunta (ur. 1954)[50]
- 9 sierpnia 1957 w Londynie wziął ślub z Joyce Teresą George Norton (ur. 1930)[51], z którą miał syna Michała Andrzeja (ur. 1958)[52]
- w 1993 roku wziął ślub z Avril Dalgleish, z którą miał córkę Shirley Evans[53][54]

Jego pozostałe żony to Elizabeth Mary Mayall oraz Margaret Docherty.